# Chapada da Natividade
Chapada da Natividade este un oraș în Tocantins (TO), Brazilia.